# Mahomet (ligatura)
Mahomet – ligatura alfabetu arabskiego przedstawiająca imię proroka islamu Mahometa (Muhammada).

## Kodowanie
| Znak                   | ﷴ                                      | ﷴ                                      |
| ---------------------- | -------------------------------------- | -------------------------------------- |
| Nazwa w Unikodzie      | Arabic Ligature Mohammad Isolated Form | Arabic Ligature Mohammad Isolated Form |
| Kodowanie              | dziesiątkowo                           | szesnastkowo                           |
| Unicode                | 65012                                  | U+FDF4                                 |
| UTF-8                  | 239 183 180                            | ef b7 b4                               |
| Odwołania znakowe SGML | &#65012;                               | &#xFDF4;                               |